# Waliska (powiat miński)

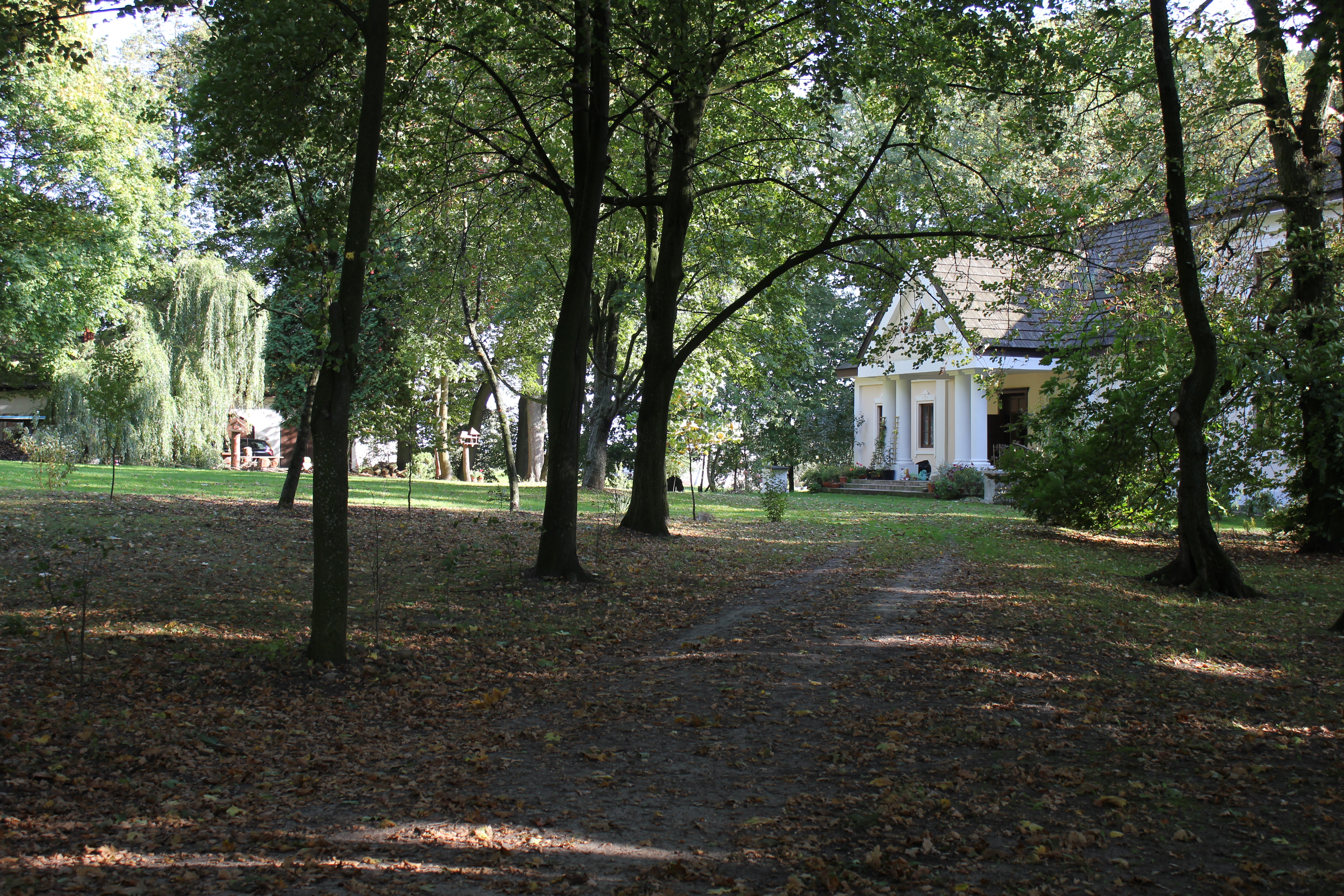
Dworek otoczony zabytkowym parkiem.

Waliska – wieś sołecka w Polsce położona w województwie mazowieckim, w powiecie mińskim, w gminie Latowicz.
Wieś szlachecka położona była w drugiej połowie XVI wieku w powiecie garwolińskim  ziemi czerskiej województwa mazowieckiego. 
W latach 1795–1809 – wieś znalazła się pod zaborem austriackim. Od 1809 r. w Księstwie Warszawskim, guberni warszawskiej, powiecie siennickim, a od 1866 r. w powiecie mińskim (od 1868 nazwa powiatu nowomiński). W latach 1870–1954 należała do Gminy Łukówiec, następnie w latach 1955-1972 do Gromadzkiej Rady Narodowej w Jeruzalu. Od 1973 r. należy do gminy Latowicz. W latach 1919–1939 była w granicach województwa warszawskiego, 1939-1945 w Generalnym Gubernatorstwie, 1946-1975 w województwie warszawskim, od 1975 do 1998 r. – w granicach województwa siedleckiego. Od 1999 r. znajduje się w województwie mazowieckim.
Wierni Kościoła rzymskokatolickiego należą do parafii Świętej Trójcy w Latowiczu.

## Historia
Najstarsze ślady osadnictwa stanowi cmentarzysko kultury grobów kloszowych (kultura pomorska). 
Wzmianki o wsi pojawiły się po raz pierwszy w 1436 r. W 1662 r. było tu 44 mieszkańców. W 1827 r. wieś liczyła 26 domów i 236 mieszkańców. W 1871 r. folwark Waliska wraz z młynem Osmolanka liczył 945 morgów ziemi. W 1880 r. we wsi było 12 domów i wiatrak. 
Dworek w Waliskach należał w drugiej połowie XIX w. i pierwszej połowie XX w. do rodzin Bortkiewiczów i Świątkowskich. W 1915 r. powstała szkoła podstawowa, która mieściła się w prywatnych domach państwa: Jesionków, Wójcików i Żuchowiczów. W 1945 r. przeniesiono szkołę do budynku dworskiego. Istniała do 1992 r. 
W 1928 r. założono Ochotniczą Straż Pożarną. W 1970 r. powstało Koło Gospodyń Wiejskich. W 1970 r. wieś liczyła 380 mieszkańców, a w 2000 r. - 250. Przyrost naturalny w latach 1970-2000 wyniósł -34,2%. W 1988 r. we wsi było 75 domów, a w 2009 - 89 domów.

## Etymologia
Nazwa topograficzna odnosi się do wielkich wałów ziemnych, zapewne usypanych tu przez pierwszych mieszkańców w celu obronnym. Może ona także oznaczać miejsce, gdzie zwalano – czyli wycinano potężne, wysokie drzewa.

## Zabytki
- Kapliczka w centrum wsi, z białej cegły wzniesiona w 1988 r.
- Dworek ziemiański.